# Boris Godounov
Pour les articles homonymes, voir Boris Godounov (homonymie) et Godounov.
Boris Ier de Russie, né Boris Fiodorovitch Godounov (en russe : Бори́с Фёдорович Годуно́в), né à Viazma vers 1551 et mort à Moscou le 13 avril 1605, est une des figures politiques et culturelles les plus emblématiques de la période de l'histoire russe nommée « temps des troubles ». 
Puissant boyard à la fin du règne d'Ivan le Terrible, il exerce le pouvoir durant la régence de son beau-frère Fédor Ier, et devient tsar de Russie en 1598, jusqu'à sa mort subite en avril 1605. Défenseur de l'indépendance et la souveraineté de la Russie, il est celui qui engage la colonisation slave en Sibérie.

## Biographie
On sait peu de choses sur la famille Godounov : les rares documents conservés indiquent que Boris était de lointaine ascendance tatare. Un de ses lointains ancêtres, en ligne patrilinéaire, est le prince tatar Tchet, un mourza qui fit construire au XIVe siècle le monastère orthodoxe Saint-Hypatius (ou Monastère Ipatiev). Le nom de famille signifierait « irréfléchi » en tatar.
Une affaire judiciaire secoue la famille au moment de la mort de Fédor Ier en 1598. Son frère, Dimitri Ivanovitch, alors exilé à Ouglitch, y meurt mystérieusement. Alors que la cloche de l'église annonce la mort de Dimitri, la population se soulève, persuadée qu’il s'agit d’un assassinat perpétré sur ordre de Godounov. Celui-ci envoie des troupes qui ont tôt fait de ramener le calme. Ensuite, il ordonne que la cloche soit fouettée en public, que son battant (sa « langue ») soit arraché et qu’elle soit exilée en Sibérie avec les habitants qui n’ont pas été exécutés. Godounov nomme une commission qui conclut à un accident. Dimitri se serait tué avec un couteau, au cours d'une crise d'épilepsie. Les historiens sont encore partagés sur la culpabilité éventuelle de Godounov.
En ce qui concerne Boris Godounov lui-même, il est le fils du boyard Fyodor "Krivoy" Ivanovitch Godounov et le neveu du voïvode Ivan "Chermny" Ivanovitch Godounov. Sa sœur, Irina Godounova, deviendra l'épouse du tsar Fédor Ier. Il épouse Maria Malyouta-Skouratov (1551-1605), fille de Maliouta Skouratov, l'un des plus puissants favoris d'Ivan le Terrible. Le fils né de cette union, Fédor Borissovitch Goudonov (1589-1605), lui succède sur le trône de Russie en 1605 sous le nom de Fédor II.

### Régence
Boris Godounov commence par être chambellan d'Ivan le Terrible, commandant de la garde du palais puis, à partir de 1588 exerce la régence pour Fédor Ier, ce dernier étant son beau-frère.
Il mène alors une politique protectionniste visant l'indépendance et la souveraineté de la Russie, alors régulièrement menacée par ses puissants voisins suédois et polonais. Il œuvre dans trois directions : indépendance religieuse, politique et territoriale. Ainsi, en 1589, Godounov appuie l'indépendance du patriarche orthodoxe de Moscou, permettant à l'Église orthodoxe russe de s’émanciper de la tutelle de Constantinople et de devenir autocéphale. Entre 1590 et 1595, il ouvre les hostilités conduisant à la deuxième guerre russo-suédoise dont il sort victorieux et qui permet la restitution des territoires russes perdus lors de la guerre de Livonie. Entre 1588 et 1598, il intensifie également l'expansion territoriale du tsarat au-delà de l'Oural et organise la colonisation de la Sibérie.

### Une nouvelle maison royale
Le 7 janvier 1598, Fédor Ier meurt sans héritier, mettant ainsi fin à la longue dynastie des Riourikides. À la mort du tsar, plusieurs grandes familles (Galitzine, Romanov) peuvent prétendre au trône, mais aucune ne fait acte de candidature, car l'aristocratie a été affaiblie par le pouvoir tsariste, sous le règne d'Ivan IV le Terrible, puis sous celui de Fédor Ier, son fils.
Beau-frère du tsar défunt, et Premier ministre, Boris Godounov jouit d'un bilan militaire et politique spectaculaire et ne trouve aucune difficulté à se faire élire tsar par un zemski sobor, assemblée comprenant les boyards, le clergé et les communes. Rencontrant une résistance au sein de la Douma des boyards, dont il est pourtant l'un des pairs, Godounov s'appuie sur la noblesse et sur le peuple ; présidé par le patriarche orthodoxe Job, Boris est élu tsar, mais exige qu'on lui prête serment non pas au palais, comme le voulait l'usage, mais dans la cathédrale de la Dormition à Moscou.
Il est couronné dans cette même église en septembre 1598.
Manquant de légitimité historique (il n'est qu'un tsar élu), Boris tente d'unir sa famille aux Maisons royales européennes. Il chercha ainsi à marier sa fille Xénia au prince Gustave de Suède, fils exilé d'Erik XIV : la tentative échoua devant le refus du prince de se convertir à l'orthodoxie ; le prince Jean, fils du roi de Danemark Frédéric II accepta, lui, toutes les conditions requises, mais mourut subitement, foudroyé par une maladie.

### Règne
Selon les historiens, son règne est une période paisible après l'ère d'Ivan le Terrible.
Il tente de rapprocher le pays de l'Occident et de renforcer le pouvoir du tsar aux dépens des boyards. C'est ainsi qu'il envoie en Occident, à des fins d'instruction, un groupe de jeunes garçons nobles : six en Angleterre, six en France et six en Prusse ; l'expérience fut un échec puisque tous, à l'exception de deux d'entre eux, refusèrent de rentrer en Russie.
Boris ne peut cependant faire face aux troubles qui demeurent latents depuis la mort d'Ivan IV. Ceux-ci trouvèrent un catalyseur dans la grande famine, qui éclate en 1601 et dure trois ans. En 1602, plusieurs milliers de morts sont dénombrés à Moscou et, si le gouvernement tente d'abord de remédier à la situation, il doit bientôt y renoncer à cause de l'immensité du territoire, attitude qui favorisera les désordres et les pillages.
Le 13 octobre 1604, Grégori Otrepiev (Gricha Otrepjov) — moine défroqué ayant réussi à se faire reconnaître par le roi de Pologne comme le tsarévitch Dimitri, qui aurait survécu à son assassinat— entre en Russie à la tête d'une armée de mercenaires polonais et lituaniens. Boris Godounov décrète alors la mobilisation générale, mais ses troupes sont défaites par celles d'Otrepiev, le 21 décembre 1604 à Novgorod-Severski ; le 21 janvier 1605, en revanche, le sort des armes est favorable aux troupes du tsar et Otrepiev doit fuir.
Rendus mécontents par la famine, les paysans rallient le camp d'Otrepiev.
Boris Godounov meurt, subitement, le 13 avril 1605 à Moscou : on parla alors d'empoisonnement ou de suicide. Il est inhumé au monastère de Serguiev Possad, près de Moscou. Il laisse pour successeur son fils, Fédor II, et son épouse Maria Grigorievna Skouratova-Belskaya (fille de Maliouta Skouratov, un des chefs de l'Opritchnina d'Ivan le Terrible), qui seront assassinés quelques mois plus tard.

## Personnalité
Jerome Horsey décrit ainsi le tsar Godounov : « Il est d’apparence agréable, beau, affable, porté sur la magie noire (sic), âgé de quarante-cinq ans ; il manque d'instruction mais a l'esprit vif, il a des dons d’éloquence et maîtrise bien sa voix ; il est rusé, très impulsif, rancunier, peu enclin au luxe, modéré dans ses habitudes alimentaires mais il a le goût des cérémonies ; il offre de somptueuses réceptions aux étrangers, adresse de riches présents aux souverains des autres contrées ».
Selon l'historien russe Nicolas Kostomarov : « Toute son action visait à favoriser son intérêt personnel, son propre enrichissement, le renforcement de son pouvoir, l’élévation de sa lignée… Cet homme était prêt à faire le bien, pour peu que cela ne gênât point ses visées mais les servît au contraire ; de la même façon, aucun mal, aucun forfait ne pouvait l’arrêter s’il l’estimait utile à ses intérêts. »

## Postérité culturelle
La vie de Boris Godounov a inspiré :
- Boris Godounov, une tragédie d'Alexandre Pouchkine (1831), ce dernier inspirant :
  - un opéra de Modeste Moussorgski (1869),
  - une musique de scène de Serge Prokofiev (1936),
  - un film de Sergueï Bondartchouk (1986),
  - un film d'Andrzej Żuławski (1989),
- un roman de Vladimir Volkoff : Les Hommes du Tsar (1989) ;
- Boris Godounov est également l'un des personnages du film russe La Mort d'Ivan le Terrible, réalisé par Vassili Gontcharov et sorti en 1909.